# Yunganza
Yunganza ist eine Ortschaft und eine Parroquia rural („ländliches Kirchspiel“) im Kanton Limón Indanza der ecuadorianischen Provinz Morona Santiago. Die Parroquia besitzt eine Fläche von 253,5 km². Die Einwohnerzahl lag im Jahr 2010 bei 1044.

## Lage
Die Parroquia Yunganza liegt an der Ostflanke der Cordillera Real und reicht im Osten an den Río Yunganza. Das Gebiet liegt in Höhen zwischen 550 m und 4330 m. Der 650 m hoch gelegene Hauptort Yunganza befindet sich 13 km nordnordöstlich vom Kantonshauptort General Plaza. Die Fernstraße E45 (Macas–Zamora) führt an Yunganza vorbei.
Die Parroquia Yunganza grenzt im Osten an die Parroquia Santa Susana de Chiviaza, im Süden an die Parroquia General Plaza, im Westen an die Provinz Azuay mit der Parroquia San Vicente (Kanton El Pan) sowie im Norden an die Parroquias Copal, Chupianza und San Luis del Acho (alle drei im Kanton Santiago).

## Geschichte
Anfangs gab es die Comunidad El Rosario. Am 13. April 1971 wurde die Parroquia Yunganza gegründet. Eigentlich war der Name "El Rosario" vorgesehen, doch gab es schon eine gleichnamige Parroquia im Kanton Gualaquiza derselben Provinz.